# Уганда на Светском првенству у атлетици на отвореном 2022.
Уганда је учествовала на 18. Светском првенству у атлетици на отвореном 2022. одржаном у Јуџину  од 15. до 25. јула осамнаести пут, односно учествовала је на свим првенствима до данас. Репрезентацију Уганде представљало је 17 учесника (10 мушкараца и 7 жена) који су се такмичили у 11 дисциплина (5 мушких и 6 женских)., 
На овом првенству Уганда је по броју освојених медаља делила 16. место са 3 освојене медаље (1 златна и 2 бронзане). У табели успешности према броју и пласману такмичара који су учествовали у финалним такмичењима (првих 8 такмичара) Уганда је са 4 учесника у финалу заузела 23 место са освојених 21 бодом.
| Плас. | Земља  | 1. место | 2. место | 3. место | 4. место | 5. место | 6. место | 7. место | 8. место | Бр. фин. | Бод. |
| ----- | ------ | -------- | -------- | -------- | -------- | -------- | -------- | -------- | -------- | -------- | ---- |
| 23.   | Уганда | 1        | 0        | 2        | 0        | 0        | 0        | 0        | 1        | 4        | 21   |

## Учесници
| Мушкарци: - Тарсис Грациоус Орогот — 200 м - Роналд Мусагала — 1.500 м - Оскар Челимо — 5.000 м - Џошуа Чептегеи — 5.000 м, 10.000 м - Петер Мару — 5.000 м - Јакоб Киплимо — 10.000 м - Стивен Киса — 10.000 м - Џексон Кипроп — Маратон - Феликс Малева Чемонгеси — Маратон - Фред Мусобо — Маратон | Жене: - Халима Накаји — 800 м - Вини Нањондо — 1.500 м - Естер Чебет — 5.000 м - Стела Чесанг — 10.000 м - Мерсилин Челангат — 10.000 м - Immaculate Chemutai — Маратон - Перут Чемутаи — 3.000 м са препреке |  |

## Освајачи медаља (3)

### Злато (1)
- Џошуа Чептегеи — 10.000 м

### Бронза (2)
- Оскар Челимо — 5.000 м
- Јакоб Киплимо — 10.000 м

## Резултати

### Мушкарци
| Атлетичар               | Дисциплина | Лични рекорд | Квалификације   | Квалификације | Полуфинале           | Полуфинале           | Финале               | Финале       | Детаљи |
| Атлетичар               | Дисциплина | Лични рекорд | Резултат        | Место         | Резултат             | Место                | Резултат             | Место        | Детаљи |
| ----------------------- | ---------- | ------------ | --------------- | ------------- | -------------------- | -------------------- | -------------------- | ------------ | ------ |
| Тарсис Грациоус Орогот  | 200 м      | 20,32 НР     | 20,44 (.432) КВ | 3. у гр. 4    | 20,35                | 5. у гр. 2           | Није се квалификовао | 13 / 44 (49) |        |
| Роналд Мусагала         | 1.500 м    | 3:30,58      | 3:40,87         | 13. у гр. 3   | Није се квалификовао | Није се квалификовао | Није се квалификовао | 37 / 41 (42) |        |
| Оскар Челимо            | 5.000 м    | 13:06,79     | 13:24,24 КВ     | 1. у гр. 1    |                      |                      | 13:10,20 ЛРС         |              |        |
| Џошуа Чептегеи          | 5.000 м    | 12:35,36 НР  | 13:24,47 КВ     | 4. у гр. 1    | 13:13,12             | 9 / 41 (42)          |                      |              |        |
| Петер Мару              | 5.000 м    | 13:07,42     | 13:47,65        | 14. у гр. 2   | Није се квалификовао | 32 / 41 (42)         |                      |              |        |
| Џошуа Чептегеи          | 10.000 м   | 26:11,00 НР  |                 |               |                      |                      | 27:27,43             |              |        |
| Јакоб Киплимо           | 10.000 м   | 26:33,93     | 27:27,97 ЛРС    |               |                      |                      |                      |              |        |
| Стивен Киса             | 10.000 м   | 27:26,46     | 29:21,10 ЛРС    | 24 / 24       |                      |                      |                      |              |        |
| Џексон Кипроп           | Маратон    | 2:08:28      | 2:12:14         | 33 / 54 (63)  |                      |                      |                      |              |        |
| Феликс Малева Чемонгеси | Маратон    | 2:05:12      | 2:12:16         | 34 / 54 (63)  |                      |                      |                      |              |        |
| Фред Мусобо             | Маратон    | 2:08:25      | 2:13:58 ЛРС     | 40 / 54 (63)  |                      |                      |                      |              |        |

### Жене
| Атлетичарка          | Дисциплина       | Лични рекорд | Квалификације      | Квалификације      | Полуфинале              | Полуфинале              | Финале                | Финале       | Детаљи |
| Атлетичарка          | Дисциплина       | Лични рекорд | Резултат           | Место              | Резултат                | Место                   | Резултат              | Место        | Детаљи |
| -------------------- | ---------------- | ------------ | ------------------ | ------------------ | ----------------------- | ----------------------- | --------------------- | ------------ | ------ |
| Халима Накаји        | 800 м            | 1:58,03 НР   | 2:01,41 КВ         | 2. у гр. 3         | 2:01,05                 | 8. у гр. 3              | Није се квалификовала | 19 / 45      |        |
| Вини Нањондо         | 1.500 м          | 3:59,56 НР   | 4:03,81 кв         | 7. у гр. 3         | Није завршила трку, кв, | Није завршила трку, кв, | 4:01,98               | 8 / 42       |        |
| Естер Чебет          | 5.000 м          | 15:02,15     | 15:26,40           | 10. у гр. 1        |                         |                         | Није се квалификовала | 17 / 26 (29) |        |
| Стела Чесанг         | 10.000 м         | 31:13,72     |                    |                    |                         |                         | 31:01,04 НР, ЛР       | 14 / 19 (20) |        |
| Мерсилин Челангат    | 10.000 м         | 31:15,05     | 31:28,26 ЛРС       | 16 / 19 (20)       |                         |                         |                       |              |        |
| Линет Тороитич Чебет | Маратон          | 2:32:52      | Није завршила трку | Није завршила трку |                         |                         |                       |              |        |
| Перут Чемутаи        | 3.000 м препреке | 9:01,45 НР   | 9:16,66 кв         | 5. у гр. 2         |                         |                         | 9:21,93               | 11 / 42      |        |